# MD.45
MD.45 fue un proyecto musical liderado por Dave Mustaine, miembro también del grupo Megadeth.
En 1996 grabaron su primer disco, The Craving, con Lee Ving como vocalista. Posteriormente, en 2004 el disco fue remasterizado con 3 temas nuevos, y substituyendo las voces de Lee Ving por las de Dave Mustaine, ya que en el proceso de remasterización no se encontraron las pistas grabados por Lee Ving así como las de la armónica.

## "The Craving", disco debut
El primer (y único) álbum lanzado fue "The Craving" (23 de julio de 1996). Según el librito (liner notes) contenido en el álbum, la pista "The Creed" era originalmente un demo de Megadeth, luego en la edición remasterizada del álbum de 2004 se añadió la canción con la entonces formación de Megadeth. 
Casi una década más adelante, cuando Capitol Records lanzaba versiones remasterizadas de los discos de Megadeth, Dave Mustaine decidió remasterizar The Craving. Según el librito o folleto del álbum, durante el proceso de remasterización se observó que la pista vocal y la pista de la armónica "faltaban", entonces Mustaine decidió cantar el mismo y simular las partes de la armónica en la guitarra.

## Miembros

### Actuales
- Dave Mustaine - guitarra
- Kelly LeMieux - bajo
- Jimmy DeGrasso - batería

### Anteriores
- Lee Ving  voz y  armónica.

## Discografía
- The Craving (1996)